# 凱斯琳·巴爾
凱斯琳·巴爾（英語：Kathleen Barr，1967年4月6日—）是一位加拿大配音員；凱斯琳·巴爾於1967年生於加拿大多倫多，並於1992年出道。她曾為多部動畫片配音，較為人熟知的包括飾演電視動畫《搗蛋三傻》中的凱文（Kevin）及梅麗肯可（Marie Kanker）、《彩虹小馬：友情就是魔法》中的崔西（Trixie）及蟲繭女王（Queen Chrysalis）及《至Q寵物屋》中的湯柏莉太太（Mrs.Twombly）與傑斯帕‧瓊斯（Jasper Jones）。
動畫電影方面則曾於《打獵季節4》中演出，飾演芭比（Bobbie）及艾德娜（Edna）。

## 外部連結
- 凱斯琳·巴爾在互联网电影资料库（IMDb）上的資料（英文）
- 凱斯琳·巴爾在動畫新聞網百科全書中的資料（英文）